# يانوش وايس
يانوش وايس (بالبولندية: Janusz Weiss)‏ هو صحفي بولندي، ولد في 31 مايو 1948 في وارسو في بولندا.